# Mini-ITX

ATX、µATX、DTX、mini-ITX 與 mini-DTX 比較

Mini-ITX最初是由威盛電子於2001年推出的主機板規格 。 Mini-ITX主機板相容於Micro ATX或ATX機箱，尺寸為17 x 17厘米，只有一條擴充插槽。由於擴充性不大，Mini-ITX主要用於嵌入式系统（Embedded system）、準系統及HTPC等而非普通主機。
英特爾亦有推出使用Mini-ITX規格的桌面系統主機板D201GLY，尺寸為6.75吋 x 6.75吋（171.45毫米 x 171.45毫米），但在網頁上標示為「uATX」而非Mini-ITX。不少主機板大廠也推出內建VIA C7、Intel Atom、Intel Celeron、Intel Pentium等CPU的主機板，以及未內建CPU的ITX主機板。

## Thin Mini-ITX
Thin Mini-ITX（薄身 Mini-ITX）將高度由44mm減低至25mm，以配合更輕薄的電腦機身；為配合尺寸，CPU散熱器需要降低高度。

## ATX
ITX的安裝接點（螺絲）是ATX的其中四點，擴充插槽位置相等於ATX的第1條擴充插槽。
上圖的ATX主機板只有6條擴充槽，取消最近CPU的第1條。mATX則有完整的4條擴充插槽。

## 外部連結
- Mini-ITX （页面存档备份，存于）
- Mini-ITX Case （页面存档备份，存于）